# Mateo Kovačić
Mateo Kovačić (* 6. Mai 1994 in Linz) ist ein kroatisch-österreichischer Fußballspieler. Er steht bei Manchester City unter Vertrag.

## Vereinskarriere

### Anfänge in Österreich und Kroatien
Mateo Kovačić wurde als Sohn bosnisch-kroatischer Eltern aus Kotor Varoš im oberösterreichischen Linz geboren. Seine Familie hatte vor seiner Geburt aufgrund des Jugoslawienkriegs Zuflucht in Österreich gefunden.
Seine Karriere als Fußballer begann er im Oktober 1999 beim ASKÖ Ebelsberg, von dem er nach einem Jahr in die Nachwuchsabteilung des LASK wechselte. Nebenbei war er an der Sporthauptschule Kleinmünchen als Kapitän der Schülerligamannschaft im Einsatz und gewann mit dieser einige Titel.
Sieben Jahre später folgte der Wechsel nach Kroatien, wo er von der Jugendabteilung von Dinamo Zagreb aufgenommen wurde. Aus dieser schaffte er den Sprung in den Profikader des kroatischen Rekordmeisters und bestritt sein erstes Ligaspiel am 20. November 2010 gegen Hrvatski Dragovoljac Zagreb. In diesem Spiel erzielte er sein erstes Tor in der höchsten kroatischen Spielklasse und ist damit der bis dahin mit 16 Jahren und 198 Tagen jüngste Torschütze in der Ligageschichte. Auch in der Champions League kam Kovačić trotz seines jungen Alters regelmäßig zum Einsatz. In der Saison 2011/12 erzielte er in einem Gruppenspiel gegen Olympique Lyon sein einziges Tor in diesem Wettbewerb. Somit löste er mit 17 Jahren und 215 Tagen Bojan Krkić als zweitjüngsten CL-Torschützen ab. Nur Peter Ofori-Quaye von Olympiakos Piräus war 1997 mit 17 Jahren und 195 Tagen jünger.
Mit Dinamo gewann Kovačić zweimal das Double, bestehend aus Meisterschaft und Pokal. Im Jahr 2011 wurde er außerdem mit dem Hope of the Year-Award als bester Nachwuchsspieler der kroatischen Liga ausgezeichnet.

### Inter Mailand
Am 31. Jänner 2013 wechselte Kovačić zum italienischen Verein Inter Mailand. Inter überwies Dinamo dafür 11 Millionen Euro. Diese Summe konnte sich durch Bonuszahlungen auf 15 Millionen Euro erhöhen. Er erhielt die Trikotnummer 10, die vor ihm der zu Galatasaray Istanbul gewechselte Wesley Sneijder sowie Lennart Skoglund, Luis Suárez und Lothar Matthäus getragen hatten. Sein Debüt gab er bei der 1:3-Auswärtsniederlage gegen den AC Siena. Bereits einige Monate später, im Mai 2013, erhielt er einen San Siro Gentleman-Award als Entdeckung des Jahres. Am 9. Jänner 2014 wurde Kovačićs Vertragslaufzeit vorzeitig bis Juni 2019 verlängert.

### Real Madrid
Zur Saison 2015/16 wechselte Kovačić für eine kolportierte Ablösesumme in Höhe von 30 Millionen Euro in die spanische Primera División zu Real Madrid. Er erhielt beim Rekordmeister einen Sechsjahresvertrag bis zum 30. Juni 2021. Mit Real Madrid gewann Kovačić  unter anderem dreimal hintereinander die UEFA Champions League und wurde spanischer Meister. Jedoch war er im Mittelfeld insbesondere hinter Casemiro, Toni Kroos, Isco und seinem Nationalmannschaftskollegen Luka Modrić meist nur Ersatzspieler.

### FC Chelsea
Nachdem Kovačić in drei Jahren bei Real Madrid nicht über die Rolle des Reservespielers herausgekommen war, wechselte er zur Saison 2018/19 zunächst für ein Jahr auf Leihbasis in die englische Premier League zum FC Chelsea. Dort kam er unter dem Cheftrainer Maurizio Sarri zu 32 Premier-League-Einsätzen (21 in der Startelf). Zudem kam er zu 12 Einsätzen in der Europa League, die der FC Chelsea im Finale gegen den FC Arsenal gewann.
Zur Saison 2019/20 erwarb der FC Chelsea schließlich die Transferrechte an Kovačić, der einen neuen Vertrag mit einer Laufzeit bis zum 30. Juni 2024 unterschrieb. Zur Saison 2020/21 konnte er mit dem FC Chelsea unter dem damaligen Trainer Thomas Tuchel die UEFA Champions League gewinnen.

### Manchester City
Zur Saison 2023/24 wechselte Kovačić zum Ligakonkurrenten Manchester City, der in der Vorsaison das Triple aus Meisterschaft, Pokal- und Champions-League-Sieg gewonnen hatte. Er unterschrieb einen Vertrag bis zum 30. Juni 2027.

## Nationalmannschaftskarriere
Kovačić durchlief alle Jugendnationalmannschaften Kroatiens und war auch in der U21-Nationalmannschaft aktiv. Sein Debüt gab er am 3. Juli 2011 im U21-Qualifikationsspiel gegen Georgien. 2012 wurde Kovačić erstmals in die kroatische Nationalmannschaft einberufen, kam jedoch aufgrund einer Verletzung nicht zum Einsatz. Sein Debüt gab er am 22. März 2013 beim WM-Qualifikationsspiel gegen Serbien (2:0). Für die WM 2014 wurde er ebenfalls nominiert. Er bestritt alle drei Spiele der kroatischen Mannschaft.
Bei der Europameisterschaft 2016 in Frankreich wurde er in das kroatische Aufgebot aufgenommen. Erst im zweiten Spiel gegen Tschechien kam er zum Einsatz, als er nach einer 2:0-Führung im letzten Drittel eingewechselt wurde. Das Spiel endete 2:2. Im Gruppenfinale gegen Spanien kam er zum zweiten Mal als Ersatzspieler in die Partie. Das Team schied im Achtelfinale gegen den späteren Europameister Portugal aus. In diesem Spiel blieb er auf der Bank.
Bei der Europameisterschaft 2021 war er Bestandteil des kroatischen Kaders, welcher bei dem Turnier im Achtelfinale gegen Spanien ausschied.

## Titel und Auszeichnungen

### Im Verein
International
- Champions-League-Sieger (4): 2016, 2017, 2018 (alle Real Madrid), 2021 (FC Chelsea)
- Europa-League-Sieger: 2019 (FC Chelsea)
- Klub-Weltmeister (4): 2016, 2017 (beide Real Madrid), 2021 (FC Chelsea), 2023 (Manchester City)
- UEFA-Super-Cup-Sieger (4): 2016, 2017 (beide Real Madrid), 2021 (FC Chelsea), 2023 (Manchester City)

Kroatien
- Meister (2): 2011, 2012 (Dinamo Zagreb)
- Pokalsieger (2): 2011, 2012 (Dinamo Zagreb)

Spanien
- Meister: 2017 (Real Madrid)
- Supercupsieger: 2017 (Real Madrid)

England
- Meister: 2024 (Manchester City)
- Supercupsieger: 2024 (Manchester City)

### Auszeichnungen
- Kroatiens Nachwuchsspieler des Jahres: 2011
- Gentleman Revelation of the Year: 2013